# Сальвадіос
Сальвадіос (ісп. Salvadiós) — муніципалітет в Іспанії, у складі автономної спільноти Кастилія-і-Леон, у провінції Авіла. Населення — 93 особи (2010).
Муніципалітет розташований на відстані близько 130 км на північний захід від Мадрида, 41 км на північний захід від Авіли.

## Демографія
Динаміка населення (INE ):